# West Yarmouth
West Yarmouth es un lugar designado por el censo ubicado en el condado de Barnstable en el estado estadounidense de Massachusetts. En el Censo de 2010 tenía una población de 6.012 habitantes y una densidad poblacional de 255,25 personas por km².

## Geografía
West Yarmouth se encuentra ubicado en las coordenadas 41°38′50″N 70°15′00″O / 41.64722, -70.25000. Según la Oficina del Censo de los Estados Unidos, West Yarmouth tiene una superficie total de 23.55 km², de la cual 17.3 km² corresponden a tierra firme y (26.53%) 6.25 km² es agua.

## Demografía
Según el censo de 2010, había 6.012 personas residiendo en West Yarmouth. La densidad de población era de 255,25 hab./km². De los 6.012 habitantes, West Yarmouth estaba compuesto por el 89.12% blancos, el 2.88% eran afroamericanos, el 0.28% eran amerindios, el 1.08% eran asiáticos, el 0.02% eran isleños del Pacífico, el 3.09% eran de otras razas y el 3.53% pertenecían a dos o más razas. Del total de la población el 3.76% eran hispanos o latinos de cualquier raza.